# Barbara z Nikomedii

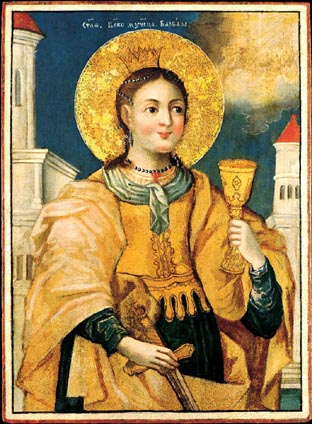
Atrybutem świętej Barbary jest kielich

Barbara z Nikomedii, św. Barbara (cs. великомученица Варвара) – według legendy dziewica i męczennica chrześcijańska, jedna z Czternastu Świętych Wspomożycieli, święta Kościoła katolickiego i prawosławnego.
Świętej Barbary nie odnotowują ani antyczni Ojcowie Kościoła, ani Martyrologium Hieronima; znana jest jedynie ze średniowiecznej legendy .

## Żywot
Życie i śmierć św. Barbary najczęściej datowane są na przełom III i IV wieku. Próby łączenia jej z wcześniejszymi czasami (np. lata 235–238) nie mają podstaw, z racji wątpliwej autentyczności przekazów o Barbarze .

### Legenda

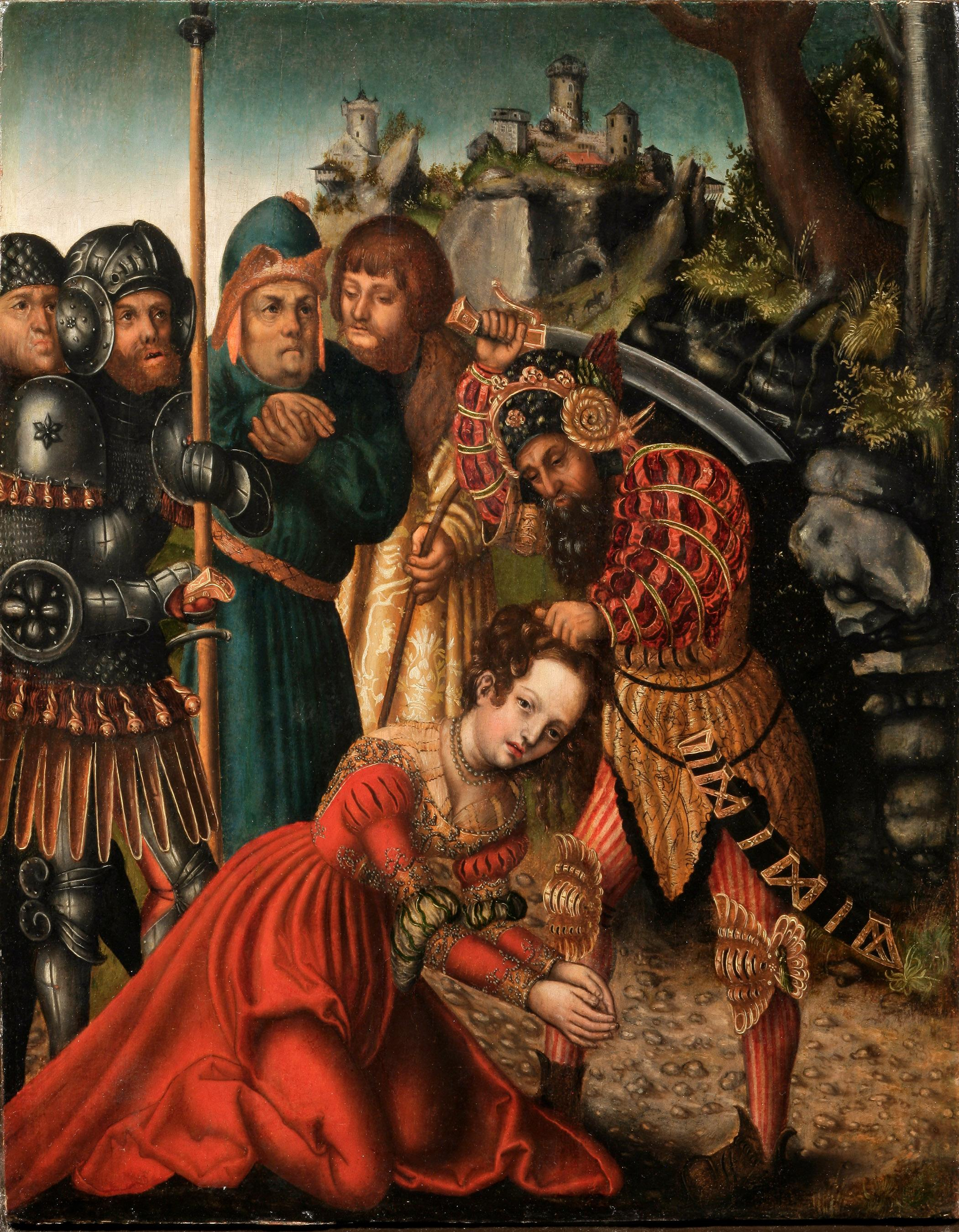
Męczeństwo świętej Barbary na obrazie Lucasa Cranacha

Według średniowiecznej legendy , Barbara pochodziła z pogańskiej rodziny z Heliopolis. Ojciec Dioskuros wysłał ją na naukę do Nikomedii. Tam zetknęła się z chrześcijaństwem. Gdy ojciec dowiedział się, że Barbara została chrześcijanką, chciał ją zmusić do wyparcia się wiary. Kiedy to nie poskutkowało, doniósł na nią do władz prześladujących wówczas chrześcijan. Została uwięziona w wieży, gdzie miał przed śmiercią objawić się jej anioł z kielichem i hostią. Ścięta mieczem prawdopodobnie około roku 305 w Nikomedii lub Heliopolis, podczas prześladowań za panowania cesarza Galeriusza (305–311).

Bito ją, a rany nacierano tłuczonymi skorupami, później – gdy Barbara nie chciała się poddać i nie wyrzekła się wiary – rozdzierano jej ciało hakami, przypalano boki rozżarzonym żelazem i miażdżono głowę młotami. Wreszcie obcięto jej i Julianie, kobiecie, która odważyła się żałować nieszczęsnej, piersi i wodzono po mieście na pohańbienie. Skazano obie na ścięcie, wyrok zaś na Barbarze wykonał sam okrutny ojciec.

Istnieje również legenda, według której święta Barbara, uciekając przed ojcem, schroniła się w skale, która się przed nią rozstąpiła.

## Kult
Wielkim orędownikiem św. Barbary był papież Grzegorz I, znanym jej admiratorem był św. Stanisław Kostka.
Również w Polsce kult św. Barbary był zawsze bardzo żywy. W modlitewniku Gertrudy, córki Mieszka II (XI w.), wspominana jest pod datą 4 grudnia. Ze względu na niepewną historyczność jej postaci, podczas reformy katolickiej liturgii w 1969 roku kult Barbary został ograniczony. Papież Paweł VI zastosował jej wspomnienie jedynie do czci lokalnej, a imię usunął z litanii świętych Kościoła powszechnego (jednak jest wymieniana w typicznym wydaniu Martyrologium Rzymskiego z 2004). Wciąż jednak Barbara jest uznawana za świętą, ponieważ w Kościele katolickim nie jest możliwa dekanonizacja .
Jej imieniem nazwano gorczycznik pospolity, łac. Barbarea vulgaris, potocznie zwany „barbarką” lub „zielem św. Barbary”.
W tradycji w święto św. Barbary wkłada się ziarnka zboża i gałązki czereśni lub wiśni do wody, które mają zakwitnąć na Boże Narodzenie. Są to gałązki św. Barbary.
W Kościele prawosławnym nadal jest powszechnie czczona.

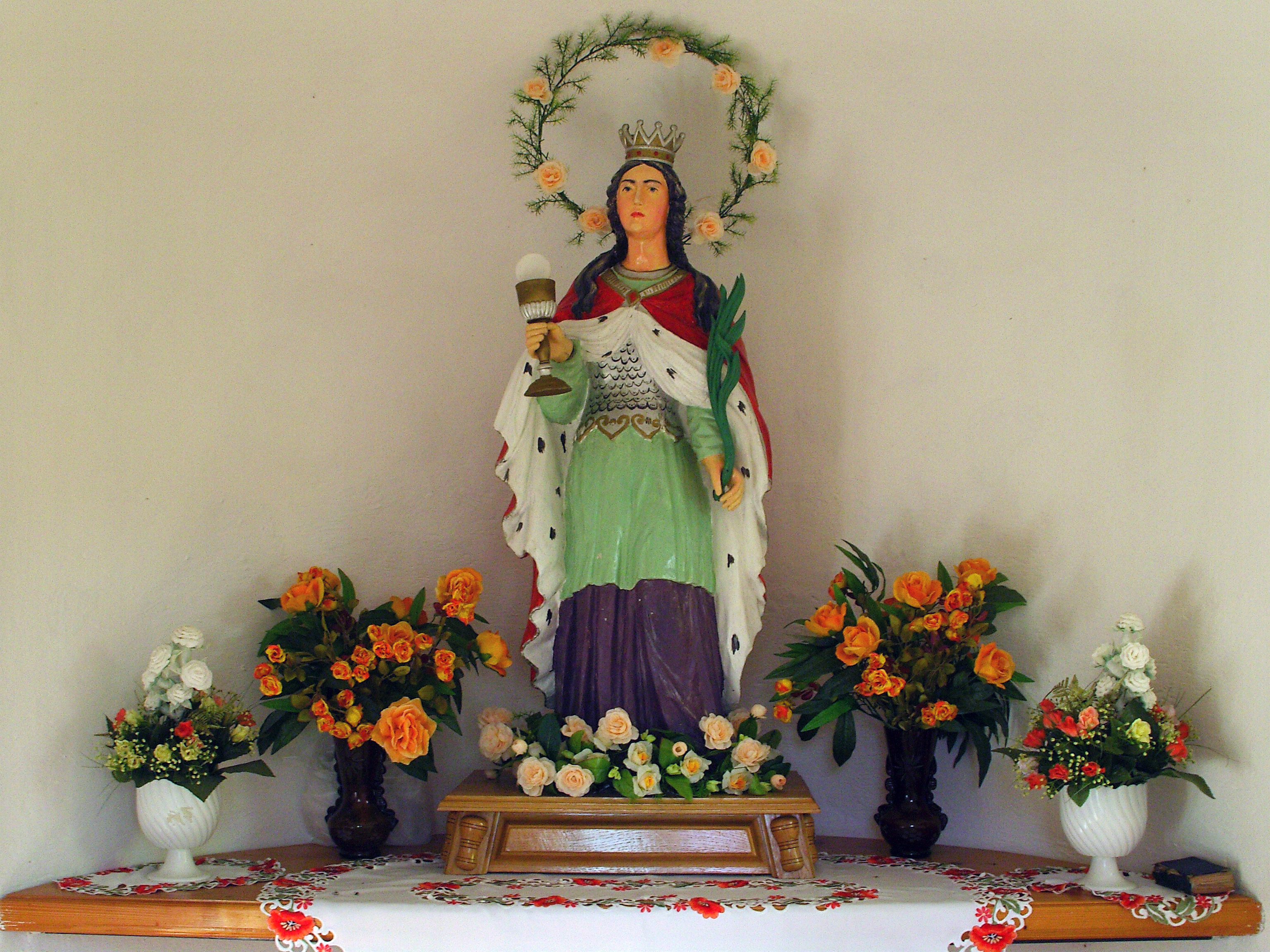
Tradycyjne przedstawienie św. Barbary (kapliczka na terenie parafii Bączal Dolny)

### Relikwie
W VI wieku cesarz wschodniorzymski Justynian sprowadził rzekome relikwie św. Barbary do Konstantynopola, a w 1108 umieszczono je w Kijowie, gdzie znajdują się do dziś . Z kolei w 1202 roku wenecjanie część relikwii przekazali miastu Torcello (Republika Wenecka), gdzie znajdują się w kościele św. Jana Ewangelisty.
W Polsce znajduje się relikwia czaszki św. Barbary będąca do 1242 roku w posiadaniu książąt pomorskich, a następnie wykradziona z grodu w Sartowicach przez Krzyżaków, była przechowywana w kaplicy na zamku w Starogrodzie, a podczas wojny trzynastoletniej ukryta na zamku w Malborku, skąd król Kazimierz Jagiellończyk po zajęciu zamku przekazał ją do klasztoru w Czerwińsku nad Wisłą, gdzie fragment czaszki w srebrnej hermie pozostaje do dziś, przechowywany w sejfie.

### Patronat
Św. Barbara jest współpatronką archidiecezji katowickiej.
Jest patronką dobrej śmierci i trudnej pracy m.in. górników, hutników, flisaków, marynarzy, rybaków, żołnierzy, kamieniarzy, ludwisarzy, więźniów i wielu innych. Orędowniczka w czasie burzy i pożarów.
Św. Barbara patronuje również Akademii Górniczo-Hutniczej w Krakowie.

### Dzień obchodów
Wspomnienie liturgiczne w Kościele katolickim obchodzone jest 4 grudnia, natomiast Cerkiew prawosławna wspomina wielką męczennicę 4/17 grudnia, tj. 17 grudnia według kalendarza gregoriańskiego.
W dniu wspominania Świętej obchodzone jest tradycyjne święto górnicze – Barbórka.

## Ikonografia

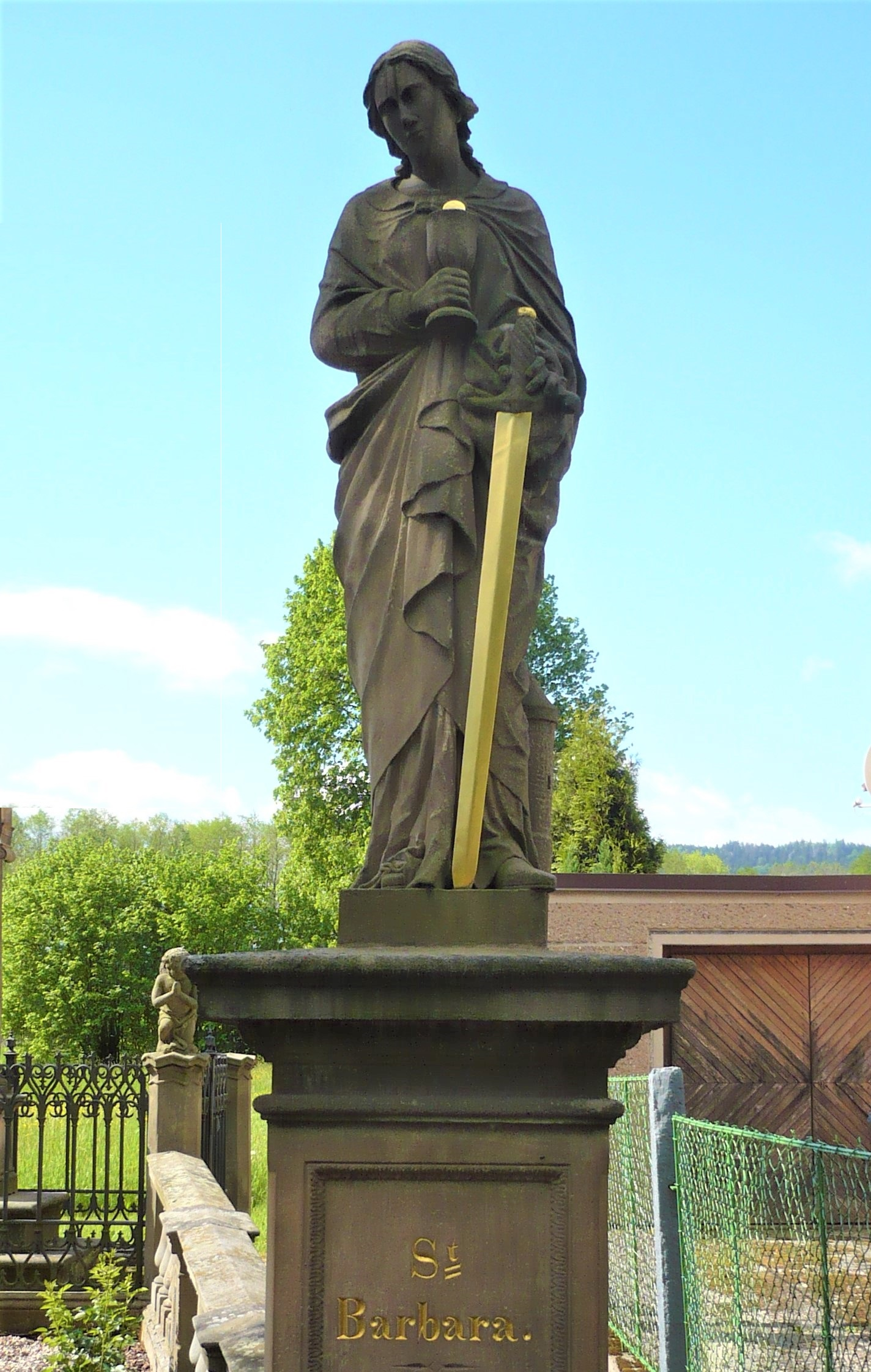
Św. Barbara z grupy rzeźb, Křinice

W ikonografii św. Barbara przedstawiana jest w długiej tunice i w płaszczu, z koroną na głowie, niekiedy w czepku. W ręku trzyma kielich i hostię (symbol Eucharystii).
Według legendy tuż przed śmiercią anioł przyniósł jej Komunię Świętą. Czasami ukazywana jest z wieżą, w której była więziona (wieża ma zwykle 3 okienka, które miały przypominać Barbarze dogmat o Trójcy Świętej), oraz z mieczem, od którego zginęła.

### Atrybuty
Atrybutami Barbary z Nikomedii są: anioł z gałązką palmową, dwa miecze u jej stóp, gałązka palmowa, kielich, księga, lew u stóp, miecz, monstrancja, pawie lub strusie pióro, wieża.

## Film
O Barbarze z Nikomedii powstał film:
- Święta Barbara (wł. Santa Barbara) (2012), w reżyseria Carmine Elia, z Vanessą Hessler w roli tytułowej[18].

## Obrazy

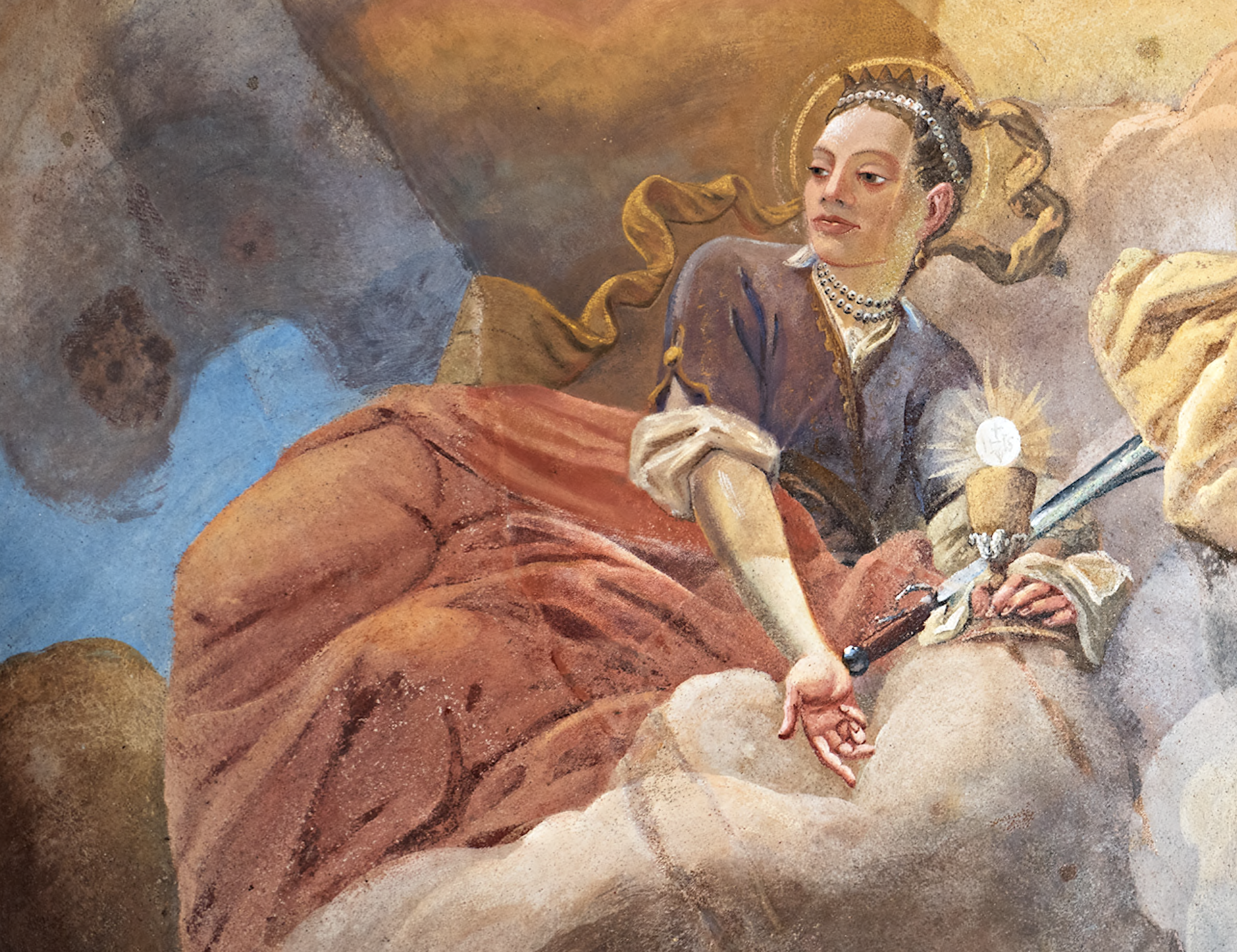
Wizerunek św. Barbary na kopule kaplicy pw. św. Jana Nepomucena w Pałacu w Sarnach
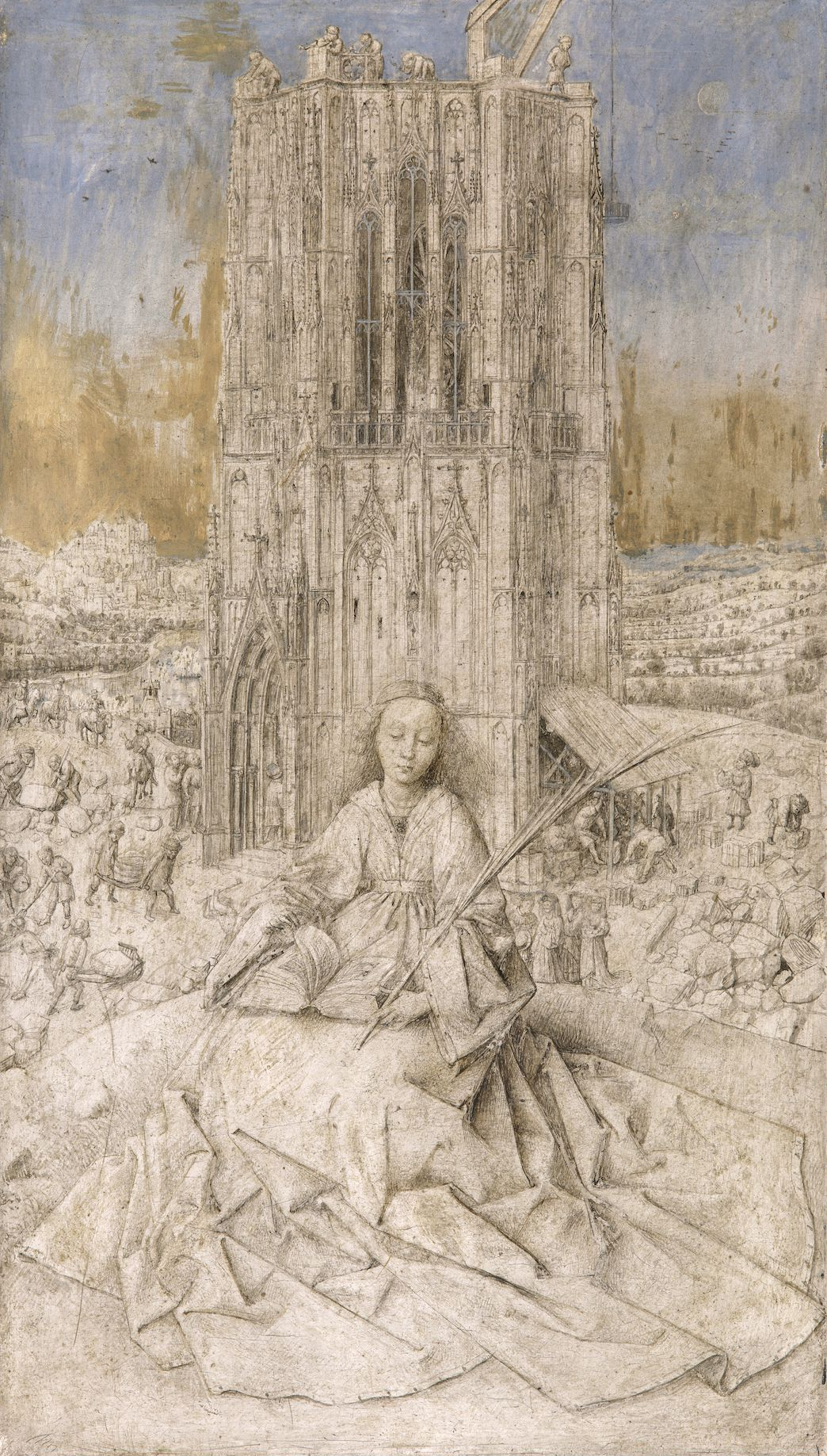
Święta Barbara – rysunek Jana van Eycka
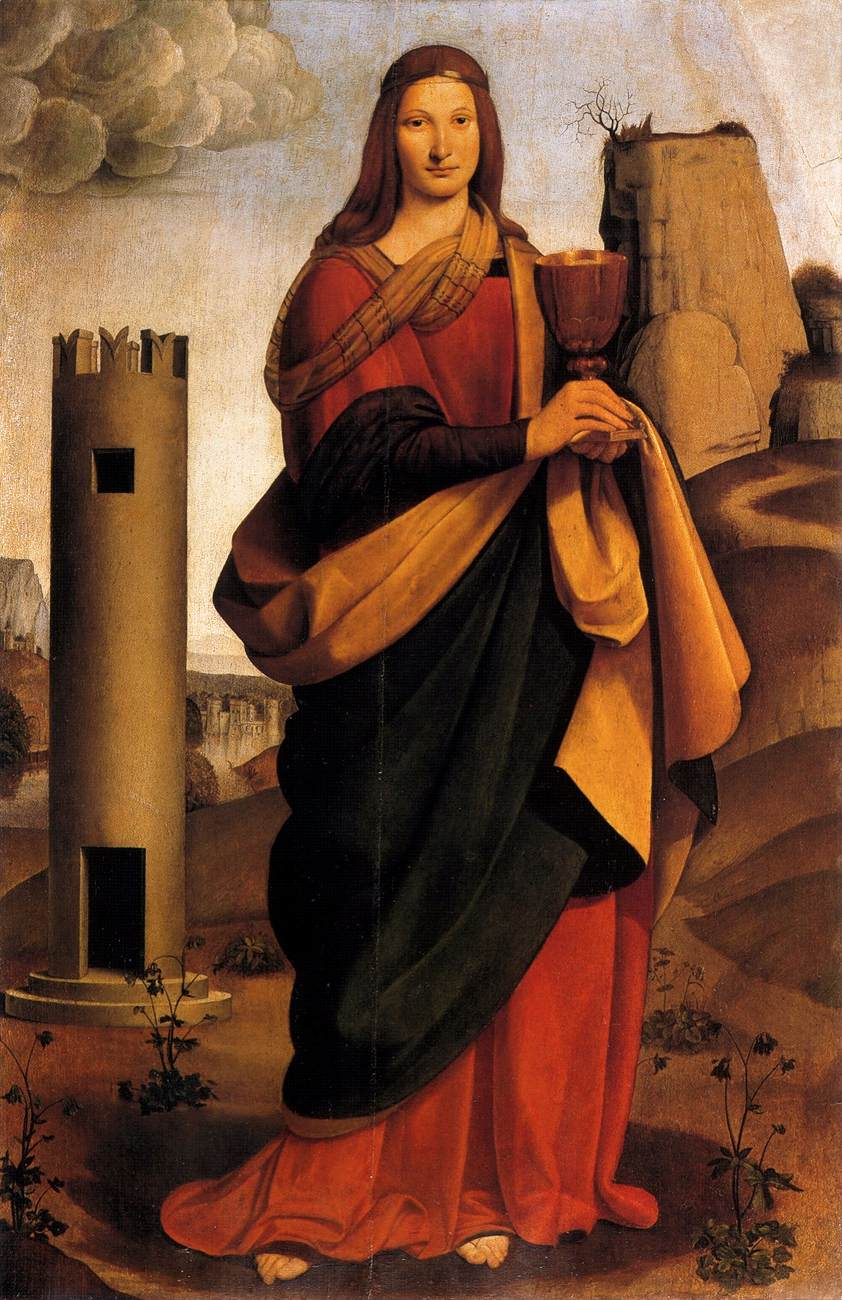
Tradycyjne przedstawienie Barbary na obrazie Giovanniego Antonio Boltraffio
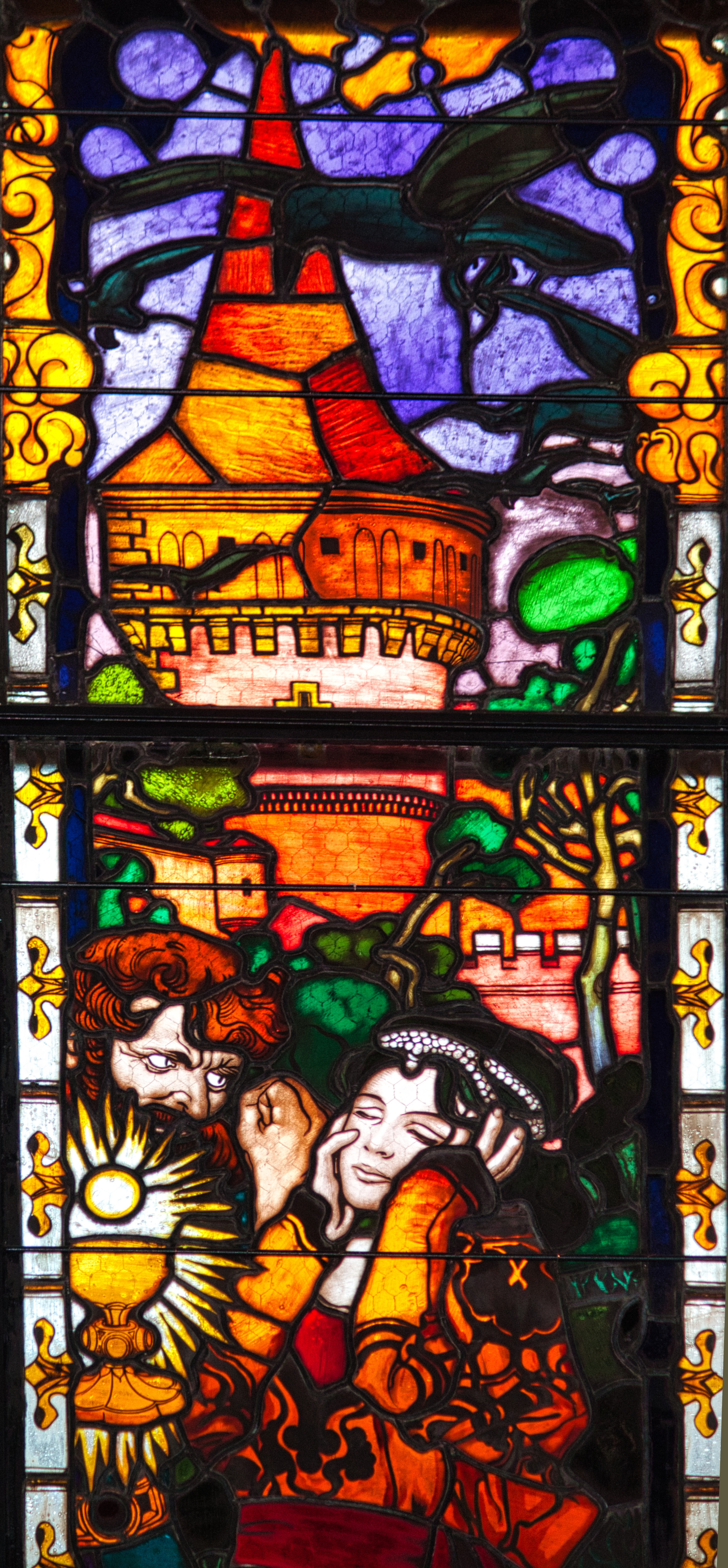
Barbara z krakowską Basztą Stolarzy (detal), witraż autorstwa Józefa Mehoffera